# Pedro González-Bueno
Pedro González-Bueno y Bocos (Madrid, 12 de enero de 1896 - Madrid, 30 de enero de 1985) fue un político e ingeniero de caminos español. Militante monárquico alfonsino, durante la guerra civil  ocupó el puesto de ministro de Organización y Acción Sindical en el primer gobierno de Franco.

## Biografía
Nacido en Madrid el 12 de enero de 1896, realizó sus estudios en la Institución Libre de Enseñanza. Se graduó como ingeniero de caminos, canales y puertos. Monárquico alfonsino, y amigo personal de Juan de la Cierva y de José Calvo Sotelo, formó parte del grupo de personalidades que firmaron el manifiesto fundacional del derechista Bloque Nacional.
Colaboró con el general Emilio Mola en la preparación del golpe de Estado que llevó al estallido de la guerra civil. Intervino en el levantamiento de Pamplona y, tras constituirse la Junta de Defensa, fue llamado a Burgos para formar parte de la primera Comisión de Industria y Comercio. Cesó en dicho puesto al crearse la Junta Técnica.
Debido a su colaboración personal con los servicios técnicos de la Falange y su actuación política en pro de la unión de ésta con el Requeté,  en abril de 1937 —tras la promulgación del Decreto de Unificación y el establecimiento de FET y de las JONS—, Franco nombró a González-Bueno miembro del secretariado político del nuevo partido. Hombre cercano a Ramón Serrano Suñer, en el primer gobierno franquista González-Bueno ocupó la cartera de Organización y Acción Sindical, entre enero de 1938 y agosto de 1939. El nuevo departamento ministerial asumía las funciones del antiguo Ministerio de Trabajo.
Fue el impulsor del Fuero del Trabajo y dio los primeros pasos hacia el establecimiento de los Sindicatos Verticales. También fueron obra suya la creación del Instituto Nacional de la Vivienda y de las Magistraturas del Trabajo.
Tras el final de la contienda cesó como ministro y durante el régimen franquista ocupó diversos puestos políticos de relevancia mediana. Las funciones sindicales fueron asumidas por la nueva Delegación Nacional de Sindicatos de FET y de las JONS, desgajada del difunto ministerio de Organización y Acción Sindical, y a cuyo frente quedó el falangista Gerardo Salvador Merino. Fue miembro del Consejo Nacional de FET y de las JONS y procurador en las Cortes franquistas, durante nueve legislaturas, desde 1943 hasta 1971. También fue presidente de la Comisión de Trabajo del Instituto de Racionalización del Trabajo y miembro del consejo de administración de RENFE, compañía de la que llegaría a ser vicepresidente. Falleció en Madrid el 30 de enero de 1985.